# Газманов Олег Михайлович
Олег Михайлович Газманов (нар. 22 липня 1951, Гусєв, Калінінградська область, РРФСР) — радянський та російський естрадний співак, композитор та поет. Заслужений артист Росії (1995). Народний артист Росії (2001). Семиразовий володар Національної російської премії «Овація». Пропагандист путінського режиму. Занесений до переліку людей, що створюють загрозу нацбезпеці Україні. Фігурант центру «Миротворець». В Україні заборонена творчість за участю Олега Газманова. Підписав колективне звернення «Діячі культури Росії — на підтримку позиції Президента по Україні та Криму» (початковий список). Путініст та українофоб.

## Біографія
Народився 22 липня 1951 в єврейській родині фронтовиків, які були родом з Білорусі, бабуся жила в Мінську. Батько, майор Михайло Семенович Газманов, був професійним військовим; мати, Зінаїда Абрамівна (1920—2006) — лікарем-кардіологом у військовому шпиталі. Єдиний син у родині.
Навчався в одній середній загальноосвітній школі № 8 міста Калінінграда з Людмилою Путіною та Ладою Денс.
В 1973 закінчив Калінінградське вище інженерне морське училище (КВІМУ) за спеціальністю «холодильні і компресорні машини та установки». З третього курсу займався наукою, ходив на суднах в море. Після закінчення навчання був запрошений працювати викладачем на кафедрі КВІМУ, читав лекції, писав дисертацію. Коли наукова робота була завершена, зрозумів, що реалізувати свій потенціал як ученого неможливо. В 1981 закінчив Калінінградське музичне училище по класу гітари. Починав свою творчу діяльність, працюючи в ресторані готелю «Калінінград», куди йому допоміг влаштуватися його друг Михайло Рейн. Співав у калінінградських ВІА «Атлантик» та «Візит».
1989 року створив групу «Ескадрон». Наприкінці 1980-х років виступав з сином Родіоном Газмановим. Першою клавішницею групи була Галина Романова. Одночасно з роботою в групі «Ескадрон» Галина Романова була і виконавицею деяких пісень Газманова («Валера», «Хлопчик-недотрога», «Сніжні зірки», «Мій моряк»).
Кандидат у майстри спорту зі спортивної гімнастики, капітан 3 рангу в запасі. З 2002 року є Послом доброї волі Дитячого фонду ООН (ЮНІСЕФ).
Найвідомішими хітами, що стали «візитною карткою» Газманова, є пісні «Путана», «Ескадрон», «Осавул», «Панове офіцери», «Москва» та «Морячка».
Пісня «Москва» стала неофіційним гімном російської столиці.
2012 року Олег Газманов взяв участь у записі Гімну Російської Федерації з Академічним ансамблем пісні та танцю ім. А. В. Александрова. Також записав сольне виконання Гімну Російської Федерації. «Багато людей сперечаються, треба чи ні записувати різні версії виконання Гімну. Думаю, і національна ідея, і державна символіка, і Гімн повинні бути близькі громадянам країни. У Росії з її величезними територіями та багатонаціональним населенням це особливо гостре питання. Тому вважаю, що не треба забороняти представникам різних музичних напрямків, які мають свого слухача, виконання гімну та пропаганду державних цінностей. Вважаю, що соромитися треба швидше того, що деякі земляки не знають слів Гімну, а не того, як він виконується, тим більше коли це робиться щиро і з вірою у велич нашої країни. Записуючи Гімн, я намагався передати емоції, які відчувають наші видатні спортсмени, стоячи на верхньому щаблі п'єдесталу, зловити це почуття і з таким почуттям заспівати Гімн», — Олег Газманов.
2013 року надано звання Почесного громадянина міста Калінінград та міста Саратов.
2014 року взяв активну участь у заходах з підготовки та проведення Олімпійських Ігор у Сочі.

Про свої життєві цінності Газманов говорить так: 
«Про це можу сказати дуже коротко. Я дуже люблю життя в усіх його проявах та багато чого в ньому ціную. Насамперед, незалежність. Честь, гідність, вміння тримати своє слово. Прагнення завжди рухатися вперед, незважаючи ні на що…»

1 березня 2014 Газманов підписав звернення діячів культури Російської Федерації на підтримку політики президента РФ В. В. Путіна в Україні і Криму.
Олег Газманов, рекламуючи по телебаченню поправки до Конституції-2020, каже: «Мої батьки пройшли всю Велику Вітчизняну війну. Батько закінчив війну в Берліні, а мама в далекому Халкін-Голі. І я буду голосувати за поправки в Конституції, які не дадуть і шансу спотворити нашу історію, зневажити пам'ять про наших героїв, глумитися над могилами моїх предків. Важливо прийти, і проголосувати.»
У різних джерелах вказується, що його батько Михайло Семенович Газманов був у флоті, потім в будівельних частинах, нагороджений медаллю За перемогу над Німеччиною й орденом Червоної Зірки.
Мати артиста — Зінаїда Абрамівна Газманова (уроджена Альтшулер) під час війни була санітаркою в госпіталі, потім медсестрою. Війну закінчила (?) в Халхин-Голі, отримала медаль за перемогу над Японією.
Однак на сайтах http://podvignaroda.mil.ru/ https://pamyat-naroda.ru/ https://obd-memorial.ru / про них немає ніяких згадок.
Живе в Москві в заповіднику «Срібний Бір» на березі Бездонного озера.

## Особисте життя
Газманов двічі одружений:
- Перша дружина (1975—1995)[19] — Ірина Павлівна Газманова (нар. 1951)[20] — домогосподарка, закінчила хіміко-біологічний факультет Калінінградського державного університету[10][21].
- Син (названий) — Філіп Газманов (нар. 29 листопада 1997; при народженні — Філіп Мавроді[22], названий син Газманова, народився від шлюбу Марини з братом Сергія Мавроді В'ячеславом[23], колишній учасник групи «Непосиди».

Має трьох дітей:
- Син (від першого шлюбу) — Родіон Газманов (нар. 3 липня 1981), співак, закінчив Фінансову академію при уряді РФ, в минулому фінансовий директор великої російської фірми, лідер музичного гурту «ДНК», гастролює, пише музику та вірші.[21].
- Син — Філіп Газманов (нар. 29 листопада 1997), колишній учасник групи «Непосиди».
- Дочка (від другого шлюбу) — Маріанна Газманова (нар. 16 грудня 2003)[24].

## Критика та санкції

### Критика творчості
Письменник Володимир Бушин стверджує, що Газманов неправильно вживає слово «Панове» у поєднанні зі словом «офіцери»:
«8 травня в Кремлівському палаці йшов святковий концерт. І раптом вискакує громадянин Газманов і на все горло починає: „ — Панове офіцери!…“ Що за панове? Які панове? Звідки взялися?… В залі сидять учасники Великої Вітчизняної війни, офіцери Червоної армії, старі, до яких за все життя ніхто ніколи так не звертався. Та й зараз в армії кажуть „товариш“. А якщо „панове“ у зв'язку з Великою Вітчизняною війною, то це слід розцінювати лише як звернення до німців або до власовців».
За твердженням самого Газманова, з цієї ж причини він довгий час мав проблеми при просуванні пісні «Офіцери».
Рок-музикант Юрій Шевчук звинувачував Газманова в плагіаті: на думку лідера групи «ДДТ», ідея пісні Газманова «Зроблено в СРСР» списана з твору самого Шевчука «Народжений в СРСР». Крім того, Шевчук критично відгукувався про творчість Газманова, називаючи його «кремлівсько-паркетним».
Кліп на пісню «Нова зоря», присвячений проблемі корупції в країні, імовірно, став причиною опали співака. Сам кліп заслужив репутацію скандального і був показаний по телебаченню лише одного разу.

### Міжнародні санкції
21 липня 2014 року рішенням міністра закордонних справ Латвії Едгарса Рінкевича Газманов (поряд з російськими естрадними виконавцями Йосипом Кобзоном та Валерією) включений в список іноземців, яким заборонено в'їзд в Латвію на невизначений термін. Рінкевич пояснив цю заборону їх «сприянням підриву територіальної цілісності та суверенітету України». Примітно, що троє відомих російських діячів культури були внесені в «чорний список» Латвії напередодні запланованої їх участі з 22 по 27 липня 2014 року в XIII Міжнародному конкурсі молодих виконавців популярної музики «Нова Хвиля» в юрмальському концертному залі «Дзинтарі». Глава МЗС Латвії також зазначив, що у зв'язку з подіями в Україні проведення Фестивалю цього року в Юрмалі, з його точки зору, недоречно. Схожу позицію зайняв і міністр культури Латвії Даце Мелбарде.
Ініціативу міністра закордонних справ Латвії закрити в'їзд для постійних учасників Міжнародного Фестивалю «Нова Хвиля-2014» в Юрмалі Газманов прокоментував так: "Цей жест напередодні відкриття Нової Хвилі в Юрмалі ставить під загрозу цілісність культурних та ділових відносин між нашими країнами. І це лише розпалює обстанову в
8 серпня 2015 року Газманова внесено до «Чорного списку Міністерства культури України».
В березні 2021 проти співака та інших діячів культури Росії (Лариси Доліни, Григорія Лепса, Алли «Валерія» Перфілової, Діми Біланова, Дмитра Харатьяна, тд) було відкрито кримінальне провадження в Україні через незаконий в'їзд/виїзд на тимчасовий окупований півострів та виступ на відкриті Кримського мосту.
У червні 2024 року профіль співака на Spotify було видалено сервісом.

## Творчість

### Дискографія
- 1991 — «Ескадрон»
- 1993 — «Морячка»
- 1994 — «Загуляв»
- 1996 — «Бродяга»
- 1996 — «Москва. Найкращі пісні» (збірник)
- 1997 — «Ескадрон моїх пісень шалених…»
- 1998 — «Червона книга Олега Газманова»
- 2000 — «Із століття в століття. Вибране» (збірник)
- 2002 — «Перший раунд — 50!»
- 2003 — «Мої ясні дні»
- 2004 — «Панове офіцери — 10 років» (збірник)
- 2005 — «Зроблено в СРСР»
- 2008 — «Сім футів під кілем»
- 2011 — «Upgrade» (збірник)
- 2012 — «Вимірювання життя»
- 2013 — «Антологія» (колекційне видання)
- 2014 — «Перезавантаження» (альбом)

### Пісні Газманова у виконанні інших артистів
- «Люсі», «Мауглі», «Сажотрус», «Карапузи», «Кінець зими», «Дитячі сни», «Мрія» — виконує Родіон Газманов (остання дуетом з Юлією Началовою).
- «Милі, пурпурові зорі» — виконують Микола Караченцов та Дмитро Маліков.
- «Здрастуй, Пітер!» — виконує Михайло Боярський.
- «Морячка», «Єдина» — виконує Філіп Кіркоров («Єдина» — одна з небагатьох пісень Олега Газманова, яка стала хітом у виконанні іншого артиста (тобто у виконанні Філіпа Кіркорова так само як і у виконанні Олега Газманова).
- «Білий сніг», «Грішний шлях», «Ніколи», «Хобі», «Справа смаку» — виконує Валерій Леонтьєв.
- «Я залишуся з тобою» — виконує Маша Распутіна (сольно та дуетом з Олегом Газмановим).
- «Москва» — виконують Йосип Кобзон та група «Республіка».
- «Однією хвилею накотило» — виконують Надія Бабкіна та Людмила Ніколаєва. Свого часу пісню співала Галина Романова.
- «Факт» — виконує Володимир Пресняков.
- «Путана» — виконують Олександр Кальянов та Михайло Шуфутинський, також група «Отпетые мошенники» (пісня увійшла в альбом Михайла Шуфутинського «Ти у мене єдина»).
- «Баядера» — група «Штар».
- «Сонна ніч» — виконує Христина Орбакайте. Раніше пісню виконувала Галина Романова, а також в іншій назві — «Від зорі до зорі» — пісня була відома у виконанні Лариси Доліної.
- «Сніжні зірки» — виконує Наташа Корольова. Раніше пісня також була відома у виконанні Галини Романової.
- «Мій моряк» — виконувала Галина Романова. Пізніше пісню переспівали Тетяна Овсієнко, Марина Хлєбнікова, група «Блистящие».
- «Надія помирає останньою» — виконує Борис Моїсеєв.
- «Осавул» — виконує Сергій Савін, раніше пісню виконувала Віка Циганова.
- «Моя любов» — виконують Сергій Мазаєв та Ігор Саруханов.
- «Метелик», «Мама», «Мій моряк» — виконувала Олена Валевська (Єсеніна). Пісню «Мама» також виконав Денис Майданов.
- «На зорі» — виконують група «Білий Орел» і Григорій Лепс.
- «Доля» — виконують Сосо Павліашвілі та Лев Лещенко.
- «Свіжий вітер» — виконує група «Ногу свело!».
- «Офіцери», «Джерела» — виконує Йосип Кобзон.
- «Пізно», «Забирай» — виконує Софія Ротару (остання — дуетом з Олегом Газмановим).
- «Острів затонулих кораблів» — виконує Вітас.
- «Цей день» — виконує Микола Басков.
- «Під стукіт коліс» — виконує Лайма Вайкуле і Алсу (дуетом з Олегом Газмановим).
- «Аерофлот» — виконує Валерій Сюткін.
- «У дитинстві все буває» (В'ячеслав Добринін — Михайло Пляцковский) — виконують Родіон Газманов та В'ячеслав Добринін

«Zločin i kazna» (сербський варіант пісні «На зорі»; автор сербського тексту Джордже Балашевич) — виконує відомий сербський співак Здравко Чолич.

#### Перекладені українською мовою
- «Офіцери»[34][35]

### Фільмографія
- 1991 — «Геній» — камео
- 1996 — «Старі пісні про головне-1» — тракторист
- 1997 — «Старі пісні про головне-2»
- 2001 — «Старі пісні про головне. Постскриптум» (телепроєкт)
- 2007 — «Таксистка-4» — камео
- 2014 — «Змішані почуття»

## Визнання

### Державні нагороди
- 1995 — почесне звання «Заслужений артист Росії» — за заслуги в галузі мистецтва[1].
- 2001 — почесне звання «Народний артист Росії» — за великі заслуги в галузі мистецтва[2].
- 2006 — кавалер ордена Пошани — за заслуги в розвитку вітчизняного естрадного мистецтва[36].
- 2012 — кавалер ордена «За заслуги перед Вітчизною» IV ступеня — за великий внесок у розвиток вітчизняного естрадного мистецтва та багаторічну творчу діяльність[37].
- Медаль «В пам'ять 850-річчя Москви».
- Ювілейна медаль «300 років Російському флоту».
- Медаль «За зміцнення бойової співдружності».
- Медаль «Генерал армії Маргелов».
- 2013 — Почесний громадянин міста Калінінград.
- 2013 — Почесний громадянин міста Саратов.

### Громадські нагороди
- лютому 1995 — Магістр мистецтв в області популярної музики[38]
- «Орден загальної дитячої любові», заснований Всеросійською організацією «Дитячий голос»[38]
- 9 травня 1997 — почесне звання підполковника Георгіївського кадетського корпусу[38]
- 9 травня 1999 — на Площі зірок біля входу в ДЦКЗ «Росія» була закладена іменна зірка Олега Газманова[38]
- 26 серпня 2011 — премія Кузбасу[14]

### премія«Золотий грамофон»
- 1996 — пісня «Москва»
- 1999 — пісня «На зорі»
- 2003 — пісня «Туман»
- 2010 — пісня «Забирай» (дует з Софією Ротару).